# USS Washington (BB-56)
USS Washington (BB-56), chiếc thiết giáp hạm thứ hai trong lớp North Carolina vốn chỉ bao gồm hai chiếc, là chiếc tàu chiến thứ ba của Hải quân Hoa Kỳ được đặt cái tên này nhằm tôn vinh tiểu bang thứ 42 của Hoa Kỳ.
Washington có điểm nổi bật là đã phục vụ suốt trọn Chiến tranh Thế giới lần thứ hai tại Mặt trận Thái Bình Dương mà không bị tổn thất người nào do hỏa lực đối phương, và chỉ bị bắn trúng một lần duy nhất ngoài khơi Guadalcanal khi một quả đạn pháo 127 mm (5 inch) xuyên qua ăn-ten radar của nó mà không phát nổ. Tuy nhiên, trong trận Hải chiến Guadalcanal, nhiều quả ngư lôi Nhật Bản đã phát nổ trên những đợt sóng gần tàu; nhiều thủy thủ trên Washington tử trận do những tai nạn nhỏ, và con tàu cũng gặp phải tai nạn va chạm nghiêm trọng với thiết giáp hạm USS Indiana (BB-58) khiến nhiều người chết và bị thương vào tháng 2 năm 1944.
Washington được cho ngừng hoạt động vào năm 1947 và được bán để tháo dỡ vào năm 1961.

## Thiết kế và chế tạo
Washington được đặt lườn vào ngày 14 tháng 6 năm 1938 tại xưởng hải quân Philadelphia. Nó được hạ thủy vào ngày 1 tháng 6 năm 1940, được đỡ đầu bởi Cô Virginia Marshall ở Spokane, Washington, một hậu duệ của Ngài John Marshall, Thẩm phán Tối cao Pháp viện Hoa Kỳ; và được đưa vào hoạt động tại xưởng hải quân Philadelphia ngày 15 tháng 5 năm 1941, dưới quyền chỉ huy của Thuyền trưởng, Đại tá Hải quân Howard H.J. Benson. Washington là một trong số mười bốn tàu chiến đầu tiên được trang bị kiểu radar mới RCA CXAM.

## Lịch sử hoạt động

### Mặt trận Đại Tây Dương
Việc chạy thử máy và huấn luyện chiếc thiết giáp hạm mới được tiến hành dọc theo bờ Đông Hoa Kỳ trải rộng đến tận vịnh Mexico và kéo dài cho đến khi Hoa Kỳ tham gia Chiến tranh Thế giới lần thứ hai vào tháng 12 năm 1941. Trong giai đoạn hoạt động cùng chiếc tàu chị em với nó North Carolina và chiếc tàu sân bay mới Hornet, Washington trở thành soái hạm của Chuẩn Đô đốc John W. Wilcox, Jr., Tư lệnh Hải đội Thiết giáp hạm 6 thuộc Hạm đội Đại Tây Dương.
Đảm nhiệm vai trò soái hạm của Lực lượng Đặc nhiệm 39 vào ngày 26 tháng 3 năm 1942 tại Portland, Maine, Washington một lần nữa mang cờ hiệu của Đô đốc Wilcox khi nó lên đường hướng đến Anh Quốc ngày hôm đó. Được cử ra để củng cố Hạm đội Nhà Anh Quốc, chiếc thiết giáp hạm, cùng với chiếc tàu sân bay Wasp, các tàu tuần dương hạng nặng Wichita và Tuscaloosa đi đến Scapa Flow, căn cứ của lực lượng hạm đội Anh tại quần đảo Orkney, Scotland.
Trong khi đang di chuyển trong vùng biển động khá mạnh vào ngày hôm sau, 27 tháng 3, lệnh báo động "mất tích người trên boong" được đưa ra trên chiếc Washington, và một cuộc điểm binh nhanh cho thấy Đô đốc Wilcox đã bị mất tích. Chiếc Tuscaloosa đang di chuyển cách 900 m (1.000 yard) về phía sau đã cơ động và ném phao cứu sinh xuống biển, trong khi hai chiếc tàu khu trục lần theo vệt sóng của Washington để tìm kiếm vị Đô đốc mất tích. Bất chấp thời tiết xấu, máy bay của Wasp cũng cất cánh để hỗ trợ việc tìm kiếm.
Các quan sát viên trên tàu khu trục Wilson nhìn thấy thi thể của Wilcox úp mặt xuống mặt nước từ một khoảng cách, nhưng họ không thể vớt lên được. Những hoàn cảnh chung quanh việc Wilcox bị quét qua cầu tàu và rơi xuống biển từ soái hạm của mình không thể được giải thích rõ hoàn toàn; một số giả thuyết đặt ra cho rằng ông mắc phải một cơn đột quỵ tim trầm trọng, số khác cho rằng ông tự tử. Ủy ban Điều tra Hải quân kết luận rằng Wilcox chết trong khi thi hành nhiệm vụ, và không do bất cẩn hay điều sai trái nào khác.
Đến 12 giờ 28 phút ngày 27 tháng 3, việc tìm kiếm Đô đốc Wilcox bị hủy bỏ, và quyền chỉ huy lực lượng đặc nhiệm được chuyển cho sĩ quan cấp bậc lớn tiếp theo là Chuẩn Đô đốc Robert C. Giffen, người đặt cờ hiệu của mình trên tàu tuần dương Wichita. Vào ngày 4 tháng 4, lực lượng đặc nhiệm đi đến Scapa Flow, gia nhập Hạm đội Nhà Anh Quốc dưới sự chỉ huy chung của Sir John Tovey, người đặt cờ hiệu của mình trên thiết giáp hạm King George V.

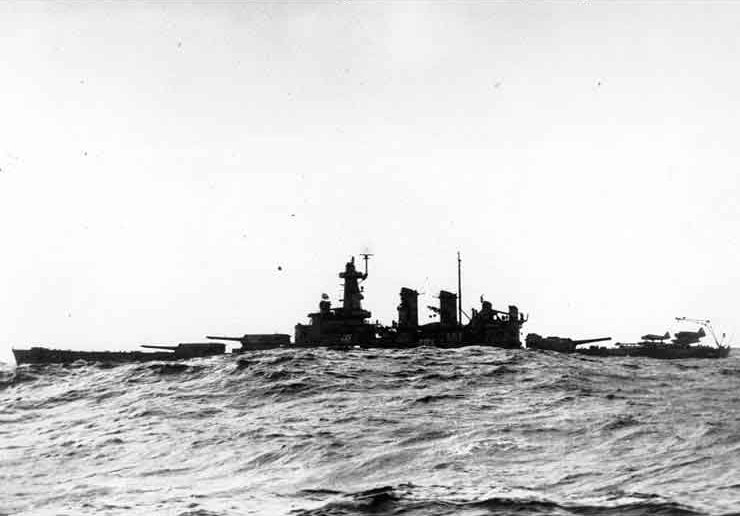
USS Washington tại Bắc Đại Tây Dương, khoảng tháng 4 năm 1942

Washington tham gia các cuộc cơ động và tập trận cùng các đơn vị của Hạm đội Nhà ngoài khơi Scapa Flow cho đến tận cuối tháng 4, khi Lực lượng Đặc nhiệm 39 được đổi tên thành Lực lượng Đặc nhiệm 99 với Washington làm soái hạm. Vào ngày 28 tháng 4, lực lượng này lên đường tham gia hoạt động trinh sát nhằm bảo vệ các đoàn tàu vận tải chuyên chở các tiếp liệu chiến tranh sống còn đến cảng biển Murmansk về phía Bắc Liên Xô.
Trong khi thực hiện các nhiệm vụ này, bi kịch đã xảy ra đối với hạm đội. Vào ngày 1 tháng 5 năm 1942, King George V va chạm với tàu khu trục lớp Tribal Punjabi (F21) khiến nó bị cắt ra làm đôi rồi chìm nhanh chóng ngay trước hướng đi của chiếc Washington đang tiến đến. Bị buộc phải băng qua giữa hai nửa của chiếc tàu khu trục đang chìm, chiếc thiết giáp hạm tiếp tục hướng thẳng đến trước trong khi những quả mìn sâu của Punjabi nổ tung ngay cạnh thân tàu khi nó băng qua hiện trường.
May mắn cho Washington là nó đã không phải chịu đựng hư hại nghiêm trọng nào cho thân tàu hay bị rò rỉ nước do hậu quả của những trái mìn sâu phát nổ. Dù vậy, nó vẫn bị hư hại các hệ thống điều khiển hỏa lực và radar tinh tế, cũng như một bồn chứa dầu diesel bị một vết rò rỉ nhỏ.
Trong khi đó, hai chiếc tàu khu trục đã cứu vớt được thuyền trưởng chiếc Punjabi cùng bốn sĩ quan khác và 182 thủy thủ. Sau đó King George V phải quay về Scapa Flow để sửa chữa trong khi Washington và các tàu hộ tống ở lại biển khơi cho đến ngày 5 tháng 5, khi Lực lượng Đặc nhiệm 99 tiến vào cảng Hvalfjörður thuộc Iceland để được nhận tiếp liệu và tiếp nhiên liệu từ chiếc Mizar. Trong khi ở lại Hvalfjörður, các công sứ Hoa Kỳ và Đan Mạch tại Iceland đến thăm Đô đốc Giffen và thị sát soái hạm của ông vào ngày 12 tháng 5.

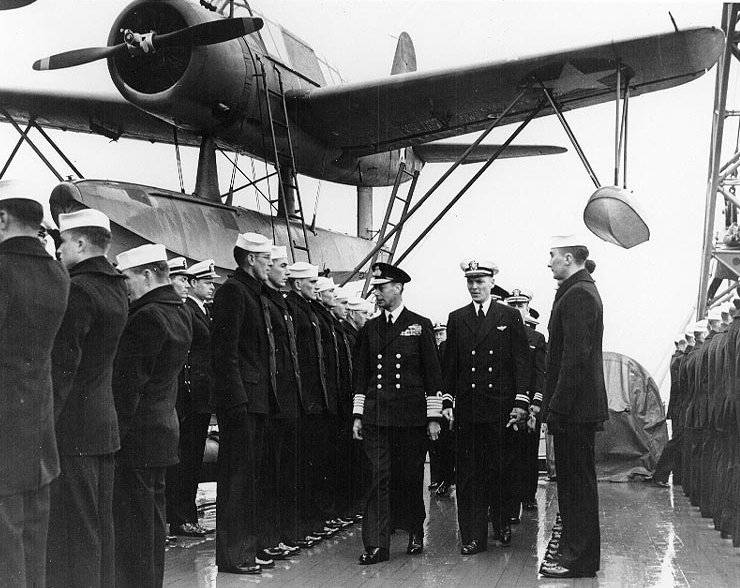
Vua Anh George VI trên chiếc USS Washington, ngày 7 tháng 6 năm 1942

Sau đó Lực lượng Đặc nhiệm 99 khởi hành vào ngày 15 tháng 5 để gặp gỡ các đơn vị của Hạm đội Nhà và quay trở về Scapa Flow vào ngày 3 tháng 6. Ngày hôm sau, Đô đốc Harold R. Stark, Tư lệnh lực lượng hải quân Mỹ tại châu Âu, lên tàu và đặt cờ hiệu của mình trên chiếc Washington, thiết lập một bộ chỉ huy hành chính tạm thời trên tàu. Chiếc thiết giáp hạm được vinh dự đón Vua George VI tại Scapa Flow vào ngày 7 tháng 6, khi Đức Vua lên tàu thị sát chiếc thiết giáp hạm.
Không lâu sau khi Đô đốc Stark rời khỏi Washington, chiếc thiết giáp hạm tiếp tục các hoạt động cùng hạm đội Nhà, tuần tra dọc theo các tuyến đường hàng hải của Đồng Minh dẫn đến các cảng của Nga. Vào ngày 14 tháng 7 năm 1942, tại Hvalfjörður, Đô đốc Giffen chuyển cờ hiệu của mình từ chiếc thiết giáp hạm sang tàu tuần dương Wichita: và cùng ngày hôm đó, Washington, dưới sự hộ tống của bốn tàu khu trục, nhổ neo rời vùng biển Iceland. Nó về đến vịnh Gravesend, New York vào ngày 21 tháng 7, và hai ngày sau nó vào xưởng hải quân New York tại Brooklyn, New York cho một đợt đại tu.

### Chiến dịch quần đảo Solomon
Sau khi hoàn tất, ngày 23 tháng 8 năm 1942, Washington khởi hành đi Thái Bình Dương dưới sự hộ tống của ba tàu khu trục. Năm ngày sau, nó đi qua kênh đào Panama, và vào ngày 14 tháng 9, nó đến Tongatapu thuộc đảo Tonga tại Nam Thái Bình Dương. Ngày hôm đó, Chuẩn Đô đốc Willis A. Lee, Jr., đặt cờ hiệu của mình trên thiết giáp hạm Washington như là Tư lệnh của Hải đội Thiết giáp hạm 6, đồng thời chỉ huy Đội đặc nhiệm 12.2.
Ngày hôm sau, 15 tháng 9, Washington hướng ra khơi để gặp gỡ Lực lượng Đặc nhiệm 17, vốn được hình thành chung quanh chiếc tàu sân bay Hornet. Sau đó Washington hướng đến Nouméa thuộc New Caledonia để hỗ trợ cho Chiến dịch quần đảo Solomon đang tiếp diễn, bảo vệ cho nhiều đoàn tàu vận tải đang vận chuyển lực lượng và phương tiện tăng cường cho Guadalcanal. Trong những tuần lễ đó, chiếc thiết giáp hạm đặt căn cứ tại Nouméa và Espiritu Santo thuộc quần đảo New Hebrides.
Đến giữa tháng 11, tình hình tại Solomons vẫn khá căng thẳng cho phía Mỹ, khi chỉ có một tàu sân bay còn hoạt động, chiếc USS Enterprise (CV-6), sau khi bị mất chiếc USS Wasp (CV-7) vào tháng 9 và USS Hornet (CV-8) vào tháng 10; và lực lượng tàu nổi Nhật Bản thường xuyên bắn phá sân bay Henderson trên đảo Guadalcanal của lực lượng Thủy quân Lục chiến bằng hải pháo hạng nặng. Điều đáng kể là, Hải quân Nhật thực hiện nhiều cuộc đột nhập vào ban đêm dưới tên gọi "Tốc hành Tokyo", vì máy bay Đồng Minh từ sân bay Henderson kiểm soát bầu trời và vùng biển lân cận vào ban ngày. Điều đó có nghĩa là phía Mỹ được tự do di chuyển lực lượng tăng cường và hàng tiếp liệu đến vùng biển Guadalcanal vào những giờ ban ngày, và phía Nhật làm điều tương tự như vậy vào ban đêm.

### Hải chiến Guadalcanal
Washington thực hiện các nhiệm vụ cần thiết như vậy cho đến giữa tháng 11 năm 1942. Vào ngày 9 tháng 11, tin tức tình báo hải quân nhận được cho biết ba nhóm tàu chiến Nhật Bản đang hướng về phía Guadalcanal, trong đó một nhóm bao gồm 24 tàu vận tải và các tàu khu trục hộ tống. Một báo cáo khác cho biết trông thấy lực lượng đối phương bao gồm hai thiết giáp hạm, một tàu tuần dương hạng nhẹ và 11 tàu khu trục.
Chiều tối ngày 13 tháng 11, Chuẩn Đô đốc Willis A. Lee dẫn một lực lượng bao gồm USS Washington, thiết giáp hạm South Dakota và bốn tàu khu trục hướng đến đảo Savo; địa điểm từng xảy ra các hoạt động tác chiến ban đêm của Trận chiến đảo Savo gây thiệt hại nặng nề cho phe Đồng Minh vào ngày 9 tháng 8; đến một vị trí để đánh chặn đoàn tàu vận tải Nhật Bản cùng lực lượng hộ tống cho chúng. Các tàu chiến của Lee, được đặt tên là Lực lượng Đặc nhiệm 64, đến một điểm cách 80 km (50 dặm) về phía Tây Nam Guadalcanal gần trưa ngày 14 tháng 11 năm và trải qua hầu hết thời gian của ngày hôm đó lẩn tránh, nhưng không thành công, sự phát hiện của các máy bay trinh sát Nhật Bản.
Tiếp cận đến Guadalcanal bằng con đường phía Bắc và ở cách 9 dặm về phía Tây, Lực lượng Đặc nhiệm 64 bị một máy bay trinh sát Nhật phát hiện và thông báo vị trí, bao gồm một thiết giáp hạm, một tàu tuần dương (thực ra là hai thiết giáp hạm) và bốn tàu khu trục di chuyển theo đội hình hàng dọc. Đội hình hạm đội Mỹ được dẫn đầu bởi tàu khu trục Walke, rồi tiếp nối bởi Benham, Preston, Gwin, và hai chiếc thiết giáp hạm đi sau cùng Washington và South Dakota.
Khi những con tàu chiến di chuyển trên mặt nước phẳng lặng trong đêm dưới những đám mây, radar của Washington bắt được tín hiệu của một mục tiêu di chuyển về phía Đông đảo Savo lúc 00 giờ 01 phút ngày 15 tháng 11. Mười lăm phút sau, lúc 00 giờ 16 phút, Washington khai hỏa các khẩu pháo chính 406 mm (16 inch) nhắm vào mục tiêu, mở màn trận đánh.
Lực lượng Nhật Bản bao gồm chiếc thiết giáp hạm Kirishima, các tàu tuần dương hạng nặng Atago và Takao, các tàu tuần dương hạng nhẹ Sendai và Nagara cùng một lực lượng chín tàu khu trục dẫn trước bốn tàu vận tải. Dự định thực hiện một cuộc bắn phá xuống các vị trí của lực lượng Thủy quân Lục chiến trên đảo Guadalcanal nhằm bảo vệ cho cuộc đổ bộ lực lượng vào ngày hôm sau, lực lượng Nhật đã hướng thẳng vào các tàu chiến trong Lực lượng Đặc nhiệm 64 của Lee.
Trong ba phút tiếp theo sau, Washington bắn ra 42 quả đạn pháo 406 mm (16 inch) từ khoảng cách 17 km (18.500 yard), nhắm vào chiếc tàu tuần dương hạng nhẹ Sendai. Cùng lúc đó, dàn pháo hạng hai 127 mm (5 inch) đa dụng của nó cũng nhắm vào một tàu chiến khác vốn cũng đang bị chiếc South Dakota nả pháo. Trong khoảng thời gian từ 00 giờ 25 phút đến 00 giờ 34 phút, chiếc thiết giáp hạm đối đầu cùng tàu chiến đối phương ở khoảng cách 9 km (10.000 yard) bằng các khẩu pháo 127 mm (5 inch) của nó. 

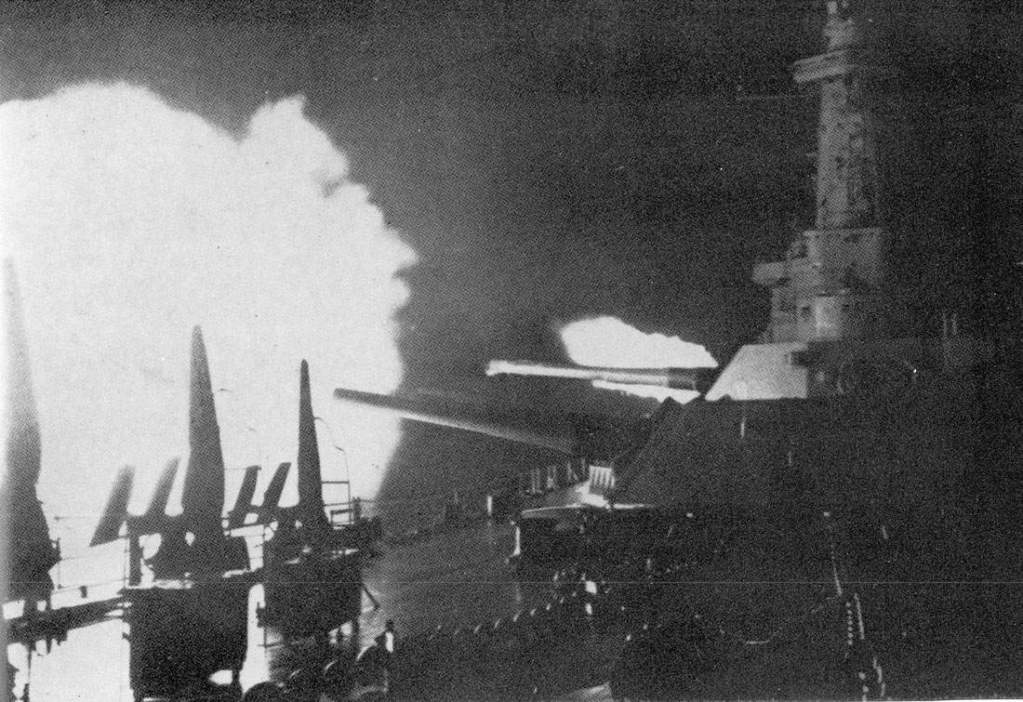
Washington đang bắn pháo vào chiếc thiết giáp hạm Nhật Kirishima.

Tuy nhiên, đáng chú ý nhất là Washington không lâu sau đó giáp chiến cùng với Kirishima trong cuộc đối đầu giữa những thiết giáp hạm lần đầu tiên trong chiến tranh tại Thái Bình Dương. Trong bảy phút, được hướng dẫn bởi radar, Washington đã bắn 75 quả đạn pháo 406 mm (16 inch) và 107 quả đạn 127 mm (5 inch) ở tầm xa từ 7.700 đến 11.600 m (8.400 - 12.650 yard), bắn trúng ít nhất chín quả đạn 406 mm và khoảng 40 quả đạn 127 mm, khiến Kirishima phải lặng tiếng và bốc cháy. Sau đó, các khẩu đội pháo 127 mm (5 inch) của Washington còn bắn vào các mục tiêu khác hiện diện trên màn hình radar.
Tuy nhiên, trận hải chiến ngoài khơi Guadalcanal không phải chỉ là một chiều. Hải pháo cùng ngư lôi Long Lance mạnh mẽ của lực lượng Nhật đã phá hủy bốn tàu khu trục của Lực lượng Đặc nhiệm 64. Walke và Preston trúng nhiều đạn pháo đủ các cỡ và bị đánh chìm; Benham bị hư hại nặng phía mũi tàu, trong khi Gwin đúng đạn phía sau đuôi tàu.
South Dakota phải cơ động để tránh những chiếc Walke và Preston đang bốc cháy, nhưng không lâu sau lại trở thành mục tiêu của toàn bộ lực lượng bắn pháo Nhật Bản. Chiếc thiết giáp hạm chịu đựng nhiều phát đạn bắn trúng và hư hỏng hệ thống điện nên bị buộc phải rút lui, trong khi Washington di chuyển về phía Bắc thu hút hỏa lực đối phương về phía nó che chở cho đồng đội đang bị hư hại cũng như các tàu khu trục Benham và Gwin. Thoạt tiên, các tàu chiến Nhật còn lại truy đuổi theo Washington nhưng chúng nhanh chóng tháo lui vì e ngại các khẩu pháo hạng nặng của chiếc thiết giáp hạm; sau đó chúng rút lui dưới sự che chở của một màn khói ngụy trang.
Sau khi Washington cơ động né tránh được các quả ngư lôi phóng ra bởi các tàu khu trục Nhật, trong đó nhiều quả phát nổ trên sóng phía sau tàu, nó gặp gỡ South Dakota sáng hôm sau và lên đường hướng về Nouméa. Sau các hoạt động tác chiến căng thẳng, Washington đã thể hiện trong chiến đấu tốt và thoát ra được mà không bị hư hại gì, ngoại trừ một quả đạn pháo 127 mm (5 inch) xuyên qua một trong những ăn-ten radar của nó mà không phát nổ. South Dakota không được may mắn như thế, phải chịu đựng những hư hỏng nghiêm trọng cho cấu trúc thượng tầng, với 38 người thiệt mạng và 60 người khác bị thương. Về phía Nhật Bản, họ bị mất chiếc thiết giáp hạm Kirishima, khi chiếc tàu chiến trôi nổi với các đám cháy và các vụ nổ bùng phát, khiến phải bỏ tàu và sau đó bị đánh đắm. Một thiệt hại khác là chiếc tàu khu trục Ayanami, bị đánh đắm sáng hôm sau.
Trong khi South Dakota quay trở về New York để sửa chữa lớn, Washington ở lại khu vực chiến trường Nam Thái Bình Dương, đặt căn cứ tại New Caledonia và tiếp tục phục vụ như là soái hạm của Chuẩn Đô đốc Lee. Chiếc thiết giáp hạm tiến hành bảo vệ các đội đặc nhiệm tàu sân bay và các lực lượng đặc nhiệm tham gia chiến dịch Solomon tiếp diễn cho đến cuối tháng 4 năm 1943, hoạt động chủ yếu cùng với Lực lượng Đặc nhiệm 11, vốn bao gồm chiếc tàu sân bay Saratoga, vốn vừa mới được sửa chữa sau khi trúng phải ngư lôi từ tàu ngầm Nhật; và cùng với Lực lượng Đặc nhiệm 16 vốn được xây dựng chung quanh chiếc tàu sân bay Enterprise.
Washington khởi hành từ Nouméa vào ngày 30 tháng 4 năm 1943 hướng đến Hawaii. Trên đường đi, Lực lượng Đặc nhiệm 16 cùng tháp tùng; và cùng nhau về đến Trân Châu Cảng vào ngày 8 tháng 5. Chiếc thiết giáp hạm, phục vụ như là một đơn vị và là soái hạm của Lực lượng Đặc nhiệm 60, tiến hành các cuộc tập trận tại vùng biển Hawaii cho đến ngày 28 tháng 5 năm 1943, sau đó nó vào xưởng hải quân Trân Châu Cảng để được đại tu.
Washington tiếp nối các cuộc tập trận tại Hawaii sau khi hoàn tất các công việc sửa chữa và cải biến; và sau đó tham gia một đoàn tàu vận tải vào ngày 27 tháng 7 để hình thành nên Đội Đặc nhiệm 56.14, và hướng đến khu vực Nam Thái Bình Dương. Được tách ra vào ngày 6 tháng 8 năm, Washington đi đến cảng Havannah tại Efate thuộc quần đảo New Hebrides vào ngày 7 tháng 8. Sau đó nó hoạt động tại vùng biển ngoài khơi Efate cho đến cuối tháng 10, chủ yếu tham gia các cuộc tập trận chiến thuật cùng lực lượng đặc nhiệ tàu sân bay nhanh.
Rời cảng Havannah vào ngày cuối cùng của tháng 10, Washington di chuyển trong thành phần của Đội Đặc nhiệm 53.2 bao gồm bốn thiết giáp hạm và sáu tàu khu trục. Ngày hôm sau, các tàu sân bay Enterprise, Essex và Independence, cùng các đơn vị hộ tống của Đội Đặc nhiệm 53.3 gia nhập Đội Đặc nhiệm 53.2 và dưới quyền chỉ huy của Chuẩn Đô đốc Willis A. Lee. Các con tàu chiến tiến hành thực tập cơ động phối hợp cho đến ngày 6 tháng 11, khi các con tàu sân bay được cho tách khỏi đội hình. Washington cùng với các tàu hộ tống cho nó lên đường hướng đến Viti Levu thuộc quần đảo Fiji, và đến nơi vào ngày 7 tháng 11.

### Chiến dịch quần đảo Gilbert
Tuy nhiên, bốn ngày sau, Washington lại lên đường cùng với Chuẩn Đô đốc Lee, lúc này được bổ nhiệm làm tư lệnh lực lượng Thiết giáp hạm Thái Bình Dương, cùng các đơn vị thuộc các hải đội thiết giáp hạm 8 và 9. Vào ngày 16 tháng 11 năm 1943, những chiếc thiết giáp hạm cùng lực lượng hộ tống với nó gặp gỡ Đội Đặc nhiệm 50.1 dưới quyền chỉ huy của Chuẩn Đô đốc Charles A. Pownall, vốn đặt cờ hiệu của mình trên tàu sân bay Yorktown. Lực lượng phối hợp này hướng về phía quần đảo Gilbert để cùng thực hiện ném bom hằng ngày xuống các vị trí của quân Nhật trên quần đảo Gilbert và quần đảo Marshall, vô hiệu hóa chúng chuẩn bị cho cuộc đổ bộ sắp tới.
Vào ngày 19 tháng 11, máy bay xuất phát từ Đội Đặc nhiệm 50.1 đã tấn công Mili và Jaluit thuộc quần đảo Marshall, và tiếp tục không kích cho đến ngày 20 tháng 11, ngày mà các lực lượng Hải quân, Thủy quân Lục chiến và Lục quân Mỹ đổ bộ lên Tarawa và Makin thuộc quần đảo Gilbert. Vào ngày 22 tháng 11, đội đặc nhiệm tung máy bay của nó ra tấn công Mili trong nhiều đợt; rồi sau đó, đội đặc nhiệm di chuyển để hoạt động tại khu vực phía Bắc Makin.
USS Washington gặp gỡ các đội đặc nhiệm tàu sân bay khác vốn hình thành nên Lực lượng Đặc nhiệm 50 vào ngày 25 tháng 11, và việc tái sắp xếp lực lượng sau đó đã điều động chiếc thiết giáp hạm vào Đội Đặc nhiệm 50.4, một đội đặc nhiệm tàu sân bay nhanh dưới quyền chỉ huy của Chuẩn Đô đốc Frederick C. "Ted" Sherman. Các tàu sân bay hình thành nên hạt nhân của đội gồm chiếc Bunker Hill và chiếc Monterey. Hai chiếc thiết giáp hạm khác hộ tống bảo vệ các tàu sân bay là Alabama và South Dakota. Tám tàu khu trục hình thành lực lượng che chắn bên ngoài.
Đội đặc nhiệm này hoạt động tại khu vực phía Bắc Makin, cung cấp việc bảo vệ trên không, trên biển và chống tàu ngầm cho các hoạt động đổ bộ tại Makin bắt đầu vào ngày 26 tháng 11. Máy bay đối phương đã tiến hành tấn công vào đội đặc nhiệm vào các ngày 27 và 28 tháng 11, nhưng chúng bị đánh đuổi mà không gây được bất kỳ thiệt hại nào cho đội đặc nhiệm tàu sân bay nhanh.
Trong khi Chiến dịch quần đảo Gilbert đi đến hồi kết thúc, Đội Đặc nhiệm 50.8 được thành lập vào ngày 6 tháng 12 dưới quyền chỉ huy của Chuẩn Đô đốc Willis A. Lee, đặt cờ hiệu của ông trên chiếc USS Washington. Các tàu chiến khác trong đội bao gồm chiếc thiết giáp hạm chị em North Carolina, Massachusetts, Indiana, South Dakota và Alabama cùng tàu sân bay hạm đội USS Bunker Hill và tàu sân bay hạng nhẹ USS Monterey. Mười một tàu khu trục theo hộ tống các tàu chiến hạng nặng.
Đội đặc nhiệm thoạt tiên di chuyển đến phía Nam và phía Tây đảo Ocean chiến lĩnh các vị trí xuất phát để không kích và nả pháo xuống đảo Nauru. Trước lúc bình minh ngày 8 tháng 12, các tàu sân bay đã tung ra các cuộc không kích trong khi các thiết giáp hạm xếp đội hình hàng dọc. 135 quả đạn pháo 406 mm (16 inch) từ sáu chiếc thiết giáp hạm đã nả xuống các vị trí của quân Nhật tại Nauru; và sau khi hoàn tất, đến lượt dàn hỏa lực hạng hai từ các thiết giáp hạm trong khi hai thủy phi cơ từ mỗi thiết giáp hạm trinh sát điểm rơi của các quả đạn pháo.
Sau khi các đợt không kích khác được tung ra nhắm vào Nauru, đội đặc nhiệm hướng đến Efate, và đến nơi vào ngày 12 tháng 12. Vào ngày hôm đó, do sự thay đổi chỉ huy ở cấp cao, Lực lượng Đặc nhiệm 57 được đổi tên thành 37. Washington ở lại Efate trong vòng không đầy hai tuần. Lên đường vào ngày lễ Giáng Sinh vào treo cờ hiệu của Chuẩn Đô đốc Lee, chiếc thiết giáp hạm khởi hành cùng chiếc tàu chị em North Carolina và bốn tàu khu trục hộ tống để thực hành tác xạ, rồi quay trở về New Hebrides vào ngày 7 tháng 1 năm 1944.
Mười một ngày sau, chiếc thiết giáp hạm khởi hành từ Efate hướng đến quần đảo Ellice. Gia nhập Đội Đặc nhiệm 37.2 cùng các tàu sân bay Monterey và Bunker Hill cùng bốn tàu khu trục, Washington đi đến Funafuti thuộc quần đảo Ellice vào ngày 20 tháng 1. Ba ngày sau, cùng với phần còn lại của đội đặc nhiệm, chiếc thiết giáp hạm tiến ra khơi để gặp gỡ các đơn vị khác của Lực lượng Đặc nhiệm 58, một lực lượng tàu sân bay nhanh dưới quyền chỉ huy chung của Phó Đô đốc Marc A. "Pete" Mitscher. Được phân về Đội Đặc nhiệm 58.1, Washington hộ tống các tàu sân bay nhanh trong đội của nó khi chúng tung ra các cuộc không kích nhắm vào Taroa và Kwajalein trong tháng 1 năm 1944. Washington cùng với Massachusetts và Indiana rời khỏi đội hình cùng với bốn tàu khu trục như một lực lượng hộ tống chống tàu ngầm, và chúng đã bắn phá đảo san hô Kwajalein trong ngày 30 tháng 1, được tiếp nối bằng các đợt không kích trong ngày hôm sau.
Ngày 1 tháng 2, vận rủi xảy ra cùng với Washington. Đang khi di chuyển trong hoàn cảnh tối đen như mực, nó đã đâm phải thiết giáp hạm USS Indiana khi chiếc này băng ngang mũi Washington khi rời khỏi đội hình để tiếp nhiên liệu cho các tàu khu trục hộ tống. Cả hai chiếc thiết giáp hạm buộc phải rút lui về hậu cứ để sửa chữa. Washington chịu đựng hư hại 18 m (60 ft) lớp vỏ bọc mũi tàu, cùng nhiều thủy thủ bị tử nạn hay bị thương nặng. Thuyền trưởng chiếc USS Indiana nhanh chóng nhận trách nhiệm về lỗi lầm của mình trong tai nạn này. Cả hai chiếc tàu đi vào vũng biển tại Majuro sáng hôm sau; và sau khi mũi tàu hư hại được gia cố tạm thời, Washington rời Majuro ngày 11 tháng 2 hướng về Trân Châu Cảng trên đảo Oahu.
Với một mũi tàu tạm thời được trang bị tại Xưởng hải quân Trân Châu Cảng, Washington tiếp tục lên đường hướng đến bờ Tây Hoa Kỳ. Tại Xưởng hải quân Puget Sound, Bremerton, Washington, chiếc Washington được trang bị một mũi tàu mới trong những tuần lễ tiếp theo sau. Gia nhập Hải đội Thiết giáp hạm 4 tại Port Townsend, Washington nhận lên tàu hơn 500 hành khách và lên đường hướng đến Trân Châu Cảng, đến nơi vào ngày 13 tháng 6, và đưa các vị khách của mình lên bờ.
Quay trở lại Majuro vào ngày 30 tháng 5, một lần nữa Washington lại mang cờ hiệu của Phó Đô Đốc Lee khi ông chuyển sang chiếc thiết giáp hạm không lâu sau khi nó đến nơi. Nó khởi hành từ Majuro vào ngày 7 tháng 6 gia nhập lực lượng tàu sân bay nhanh của Mitscher, Lực lượng Đặc nhiệm 58.

### Chiến dịch quần đảo Mariana
Washington hỗ trợ cho các cuộc không kích vào hệ thống phòng ngự của đối phương tại quần đảo Mariana trên các đảo Saipan, Tinian, Guam, Rota và Pagan. Máy bay của Lực lượng Đặc nhiệm 58 còn hai lần tấn công và gây hư hại cho một đoàn tàu vận tải Nhật Bản trong khu vực lân cận vào ngày 12 tháng 6. Ngày hôm sau, đội đặc nhiệm thiết giáp hạm-tàu khu trục của Phó Đô Đốc Lee được cho tách ra khỏi lực lượng chính và tiến hành bắn pháo các vị trí trên bờ của đối phương tại Saipan và Tinian. Được thay phiên bởi hai đội đặc nhiệm của các Chuẩn Đô đốc Jesse B. Oldendorf và Walden L. Ainsworth vào ngày 14 tháng 6, đội của Phó Đô đốc Lee được rút lui nghỉ ngơi một thời gian ngắn.
Ngày 15 tháng 6, máy bay thuộc Lực lượng Đặc nhiệm 58 của Đô đốc Mitscher đã ném bom các vị trí của quân Nhật trên đảo Iwo Jima thuộc quần đảo Volcano cùng Chichi Jima và Haha Jima trong quần đảo Bonin. Trong khi đó, lực lượng Thủy quân Lục chiến đổ bộ lên Saipan dưới sự che chở của hỏa lực hải pháo dày đặc và của máy bay từ các tàu sân bay.
Cùng ngày hôm đó, Đô đốc Jisaburo Ozawa, chỉ huy lực lượng nòng cốt của Hạm đội Liên hợp Nhật Bản, được lệnh tấn công và tiêu diệt lực lượng đổ bộ tại quần đảo Mariana. Tuy nhiên, việc khởi hành lực lượng tàu sân bay của ông đã bị tàu ngầm Redfin phát hiện, khi chúng rời Tawi Tawi, đảo cực Tây của quần đảo Sulu. Tàu ngầm Flying Fish cũng trông thấy lực lượng của Ozawa khi chúng đi vào khu vực biển Philippine. Tàu ngầm Cavalla cũng đánh điện báo cáo trông thấy một đội tàu tiếp tế nhiên liệu đối phương vào ngày 16 tháng 6 và tiếp tục theo dõi khi chúng hướng đến khu vực quần đảo Mariana. Nó lại trông thấy các đơn vị của Hạm đội Liên hợp Nhật Bản một lần nữa vào ngày 18 tháng 6.
Trong lúc đó, Đô đốc Raymond Spruance, Tư lệnh Đệ Ngũ hạm đội, đã biết được sự điều động lực lượng của Hải quân Nhật và đã vạch ra kế hoạch tác chiến tương ứng. Lực lượng của Phó Đô đốc Lee hình thành nên màn chắn bảo vệ chung quanh các tàu sân bay thiết yếu; trong đó Washington cùng sáu thiết giáp hạm khác, bốn tàu tuần dương hạng nặng và 14 tàu khu trục được bố trí để hộ tống lực lượng tàu sân bay. Ngày 19 tháng 6, những chiếc tàu chiến bị tấn công bởi máy bay xuất phát từ các tàu sân bay và máy bay đặt căn cứ trên bờ khi trận chiến biển Philippine tiếp diễn. Hỏa lực mạnh mẽ của hàng rào phòng không cộng với khả năng của các phi công Mỹ đảm trách tuần tra chiến đấu trên không tỏ ra đủ để ngăn chặn lực lượng tấn công Nhật Bản. Việc một số lượng lớn máy bay Nhật bị mất, đôi khi còn được gọi là "Cuộc săn vịt trời Marianas vĩ đại", đã gây thiệt hại nghiêm trọng cho không lực của Hải quân Nhật. Trong bốn đợt không kích, đối phương đã tung ra 373 máy bay; và chỉ có 130 chiếc quay về.
Thêm vào đó, 50 máy bay ném bom đặt căn cứ tại Guam bị bắn cháy. Trên 930 máy bay từ các tàu sân bay Mỹ đã tham gia hoạt động không chiến, và tổn thất của họ khá thấp khi chỉ có 29 máy bay bị bắn rơi và sáu chiếc khác bị mất do tai nạn, và không có một tàu chiến nào thuộc lực lượng đặc nhiệm của Mitscher bị mất. Chỉ có một số ít máy bay đối phương tìm cách vượt qua được hàng rào tuần tra chiến đấu và hỏa lực phòng không. Một chiếc đã đánh trúng một cú trực tiếp trên chiếc South Dakota, làm thiệt mạng 27 người và bị thương 29 người khác. Một quả bom nổ trên sàn đáp của tàu sân bay Wasp, làm thiệt mạng một người và bị thương 12, tung lên sàn đáp một cơn mưa mảnh đạn cháy. Hai máy bay khác nhắm vào Bunker Hill, một chiếc ném suýt trúng trong khi chiếc kia làm thủng một lỗ trên thang nâng và làm hỏng tạm thời hệ thống tiếp xăng trong hầm chứa, khiến ba người thiệt mạng và 79 người bị thương. Nhiều đám cháy phát sinh được nhanh chóng dập tắt. Thêm vào đó, các tàu tuần dương Minneapolis và Indiana bị hư hại nhẹ.
Hạm đội Nhật Bản không chỉ bị thiệt hại nặng về máy bay. Tàu sân bay mới Taihō bị tàu ngầm Albacore phóng ngư lôi đánh chìm; và Shōkaku bị đánh chìm bởi Cavalla. Đô đốc Ozawa phải chuyển cờ hiệu của mình từ Taihō sang chiếc Zuikaku.
Khi Trận chiến biển Philippine đi đến hồi kết thúc, Hạm đội Cơ động Nhật Bản thất bại và rút lui về căn cứ. Lực lượng đặc nhiệm của Đô đốc Mitscher sau khi truy kích không mấy thành công đã quay lại nhằm bảo vệ các hoạt động đổ bộ tại Mariana. Washington được tiếp nhiên liệu tại phía Đông của cuỗi quần đảo trước khi tiếp tục vai trò hộ tống cho Đội Đặc nhiệm 58.4 ở phía Nam và phía Tây Saipan, hỗ trợ cho các cuộc không kích liên tục lên các đảo thuộc quần đảo Mariana, lúc đó chủ yếu là tập trung vào Guam.
Ngày 25 tháng 7, máy bay của Đội Đặc nhiệm 58.4 tiến hành không kích lên quần đảo Palau cùng các tàu bè đối phương ở khu vực lân cận, tiếp tục kế hoạch không kích cho đến ngày 6 tháng 8. Ngày hôm đó, Washington cùng với Iowa, Indiana, Alabama, tàu tuần dương hạng nhẹ Birmingham và các tàu khu trục hộ tống được tách khỏi nhiệm vụ bảo vệ Đội Đặc nhiệm 58.4, hình thành nên Đội Đặc nhiệm 58.7 dưới quyền chỉ huy của Phó Đô đốc Lee. Lực lượng này đi đến đảo san hô Eniwetok thuộc quần đảo Marshall để tiếp liệu và tiếp nhiên liệu vào ngày 11 tháng 8, và ở lại đây cho đến cuối tháng. Ngày 30 tháng 8, chúng khởi hành, thoạt tiên hướng đến quần đảo Admiralty, và sau đó là Palaus.

### Tây Thái Bình Dương
Các khẩu pháo hạng nặng của Washington đã hỗ trợ cho việc chiếm đóng Peleliu và Angaur thuộc quần đảo Palaus cũng như hỗ trợ các cuộc không kích xuống Okinawa vào ngày 10 tháng 10, ở phía Bắc Luzon và Đài Loan từ ngày 11 đến ngày 14 tháng 10, cũng như không kích Visayas vào ngày 21 tháng 10. Từ ngày 5 tháng 11 năm 1944 đến ngày 17 tháng 2 năm 1945, như một đơn vị thiết yếu của lực lượng đặc nhiệm tàu sân bay nhanh, Washington đã hỗ trợ các cuộc không kích xuống Okinawa, quần đảo Ryukyu; Đài Loan; Luzon; vịnh Cam Ranh và Sài Gòn thuộc Đông Dương; Hong Kong; Quảng Châu; Hải Nam; Nansei Shoto; cũng như ngay vào trái tim của chính quốc Nhật Bản là Tokyo.
Từ ngày 19 đến ngày 22 tháng 2 năm 1945, Washington dội các quả đạn pháo hạng nặng 406 mm (16 inch) lên bờ biển để hỗ trợ cho cuộc đổ bộ lên Iwo Jima. Để chuẩn bị cho cuộc đổ bộ, không chỉ dàn pháo chính mà cả pháo hạng hai của Washington cũng được huy động vào việc tiêu diệt các vị trí pháo, điểm tập trung quân cùng các cơ sở khác trên bờ. Từ ngày 23 tháng 2 đến ngày 16 tháng 3, chiếc thiết giáp hạm nhanh hỗ trợ cho việc chiếm đóng Iwo Jima, bao gồm một cuộc không kích bằng tàu sân bay xuống Tokyo vào ngày 25 tháng 2. Trong các ngày 18, 19 và 29 tháng 3, Washington bảo vệ cho các tàu sân bay của hạm đội khi chúng tung ra các cuộc không kích nhắm vào các sân bay Nhật Bản cùng các mục tiêu khác trên đảo Kyūshū. Vào ngày 24 tháng 3, và một lần nữa vào ngày 19 tháng 4, Washington hỗ trợ bằng cách nả pháo xuống các vị trí của quân Nhật trên đảo Okinawa.
Thả neo tại vịnh San Pedro tại Leyte vào ngày 1 tháng 6 năm 1945 sau một loạt các hoạt động hầu như không ngừng nghỉ, Washington lại lên đường vào ngày 6 tháng 6 hướng đến bờ Tây Hoa Kỳ, dừng chân tại Guam và Trân Châu Cảng trước khi về đến Xưởng hải quân Puget Sound vào ngày 28 tháng 6.
Washington không còn dịp nào khác để tham gia tác chiến tại Mặt trận Thái Bình Dương. Việc tái trang bị cuối cùng của nó kéo dài đến tận ngày chiến thắng vào giữa tháng 8 năm 1945 và Nhật Bản đầu hàng tại vịnh Tokyo vào ngày 2 tháng 9. Nó tiến hành chạy thử máy sau đại tu và huấn luyện ngoài khơi San Pedro, California trước khi hướng đến khu vực kênh đào Panama. Gia nhập Đội Đặc nhiệm 11.6 vào ngày 6 tháng 10 dưới quyền chỉ huy chung của Phó Đô đốc Frederick C. Sherman, chiếc thiết giáp hạm vượt qua kênh đào Panama quay trở lại Đại Tây Dương và hướng đến Philadelphia, Pennsylvania, nơi nó được "khai sinh". Đi đến Xưởng hải quân Philadelphia vào ngày 17 tháng 10, chiếc tàu chiến tham gia những lễ hội nhân Ngày Hải quân 27 tháng 10 tại đây.

### Sau chiến tranh
Nhận nhiệm vụ vận chuyển binh lính vào ngày 2 tháng 11 năm 1945 như một phần của Chiến dịch Magic Carpet, Washington được cho vào ụ tàu Philadelphia ngày hôm đó, và hoàn tất việc cải biến vào ngày 15 tháng 11 với những phương tiện giường ngủ bổ sung dưới hầm tàu và quân số được tinh giản còn 84 sĩ quan và 835 thủy thủ. Lên đường vào ngày 16 tháng 11 hướng đến quần đảo Anh Quốc, Washington cặp cảng Southampton ngày 22 tháng 11. Sau khi nhận lên tàu 185 sĩ quan và 1.479 binh sĩ Lục quân, Washington quay trở về New York.
Sau khi hoàn tất chuyến đi, con tàu được đưa về lực lượng dự bị vào ngày 27 tháng 6 năm 1947. Được bố trí về nhóm New York thuộc Hạm đội Dự bị Đại Tây Dương, Washington bị bỏ không cho đến cuối những năm 1950, rồi cuối cùng được rút khỏi danh sách Đăng bạ Hải quân vào ngày 1 tháng 6 năm 1960. Con tàu được bán vào ngày 24 tháng 5 năm 1961, và được tháo dỡ không lâu sau đó.

## Phần thưởng
New York được tặng thưởng 13 Ngôi sao Chiến đấu do thành tích phục vụ hoạt động rộng khắp trong Chiến tranh Thế giới thứ hai, trải dài từ Vòng Cực ngoài khơi Na Uy cho đến Tây và Nam Thái Bình Dương.